# IC 4674
IC 4674 — галактика типу SBcd () у сузір'ї Павич.
Цей об'єкт міститься в оригінальній редакції індексного каталогу.